# Ryū Fujisaki
Ryū Fujisaki (jap. 藤崎 竜, Fujisaki Ryū; * 10. März 1971 in Mutsu, Präfektur Aomori) ist ein japanischer Mangaka und Illustrator. Er gewann den 39. und den 40. Tezuka Award, der vom Manga-Magazin Shōnen Jump vergeben wird.
Sein Debüt gelang ihm 1990 mit dem Manga WORLDS. Sein bekanntestes Werk ist die Reihe Hoshin Engi. Seine anderen Werke sind: Psycho+, Dramatic Irony, Sakuratetsu Taiwahen, Waq Waq, und Shiki, welches auf einem Roman von Fuyumi Ono basiert. Seit Oktober 2015 zeichnet er eine Manga-Adaption von Ginga Eiyū Densetsu.

## Weblink
- Biografische Grunddaten auf mangaupdates.com (englisch)